# یوتو شیرای
یوتو شیرای (انگلیسی: Yuto Shirai؛ زادهٔ ۱۹ ژوئن ۱۹۸۸) بازیکن فوتبال اهل ژاپن است.
از باشگاه‌هایی که در آن بازی کرده‌است می‌توان به باشگاه فوتبال ماتسوموتو یاماگا اشاره کرد.